# Armadura de plaques d'acer

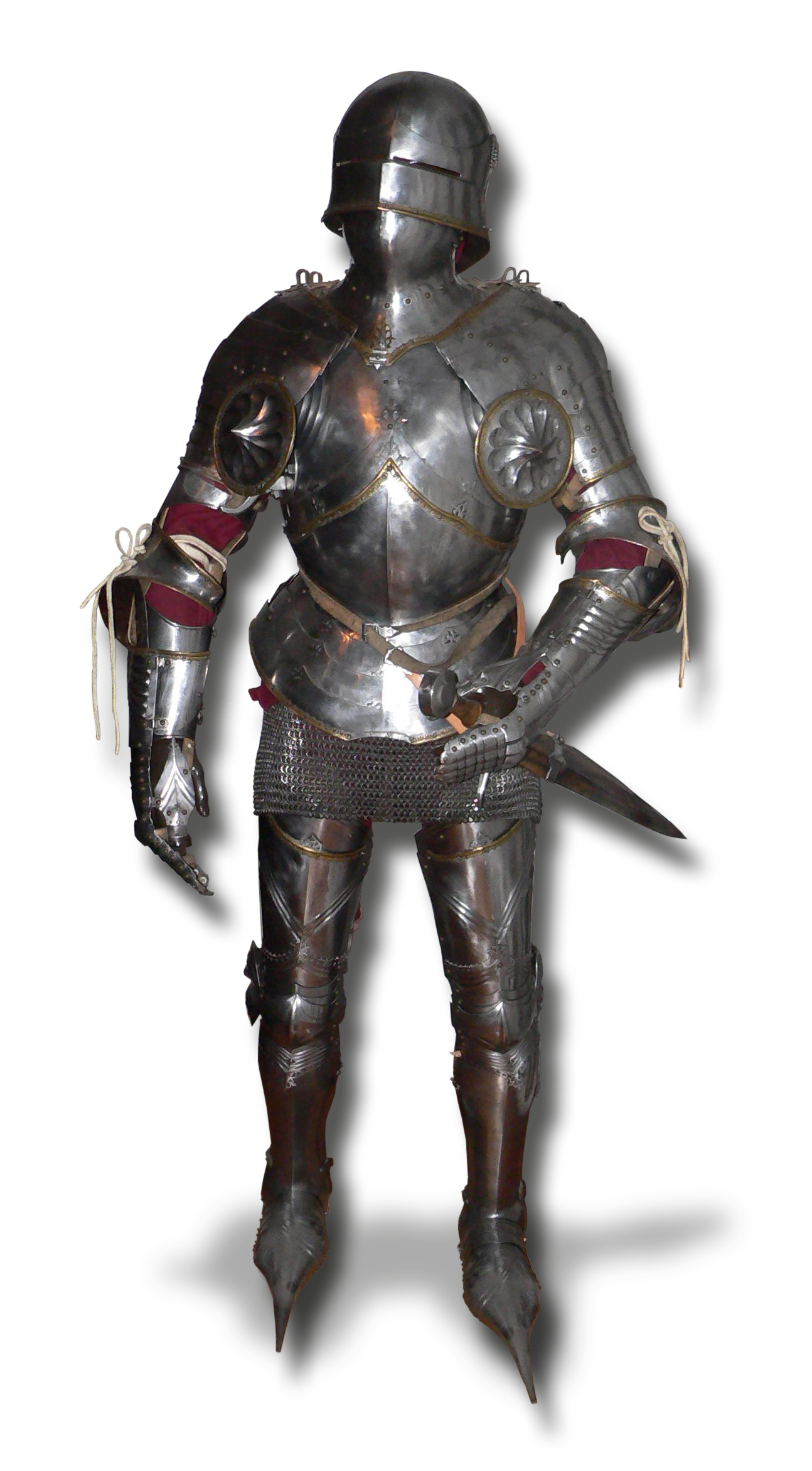
Armadura medieval al complet.

Una armadura de plaques, també dita armadura completa, arnès o armadura blanca és una armadura completa, que va començar a utilitzar-se en la baixa edat mitjana davant els avenços en matèria de projectils. L'armadura de plaques estava construïda de diverses peces d'acer o ferro lligades amb corretges i reblons, i de vegades s'usava en totalitat amb una cota de malles, col·locant-s'hi damunt.
L′armadura de malla és una peça de roba protectora que es va fer servir més habitualment des del segle IX fins al segle XIII, tot i que es continuarà utilitzant sota l'armadura de placa fins al segle XV. La cota de malla es feia amb centenars de petits anells de ferro o d'acer entrellaçats units per reblons. Es va fer d'aquesta manera perquè pogués seguir el contorn del cos de l'usuari, maximitzant la comoditat. L'armadura de malla va ser dissenyada principalment per defensar-se contra les armes d'empenta i tallant, en lloc de les maçes. Les peces de roba típiques fetes amb malla de l'època eren capes amb caputxa, guants, pantalons i sabates. Des del segle X fins al XIII, les armadures de malla van ser tan populars a Europa que es van conèixer com l'era de la malla.

## Història primerenca

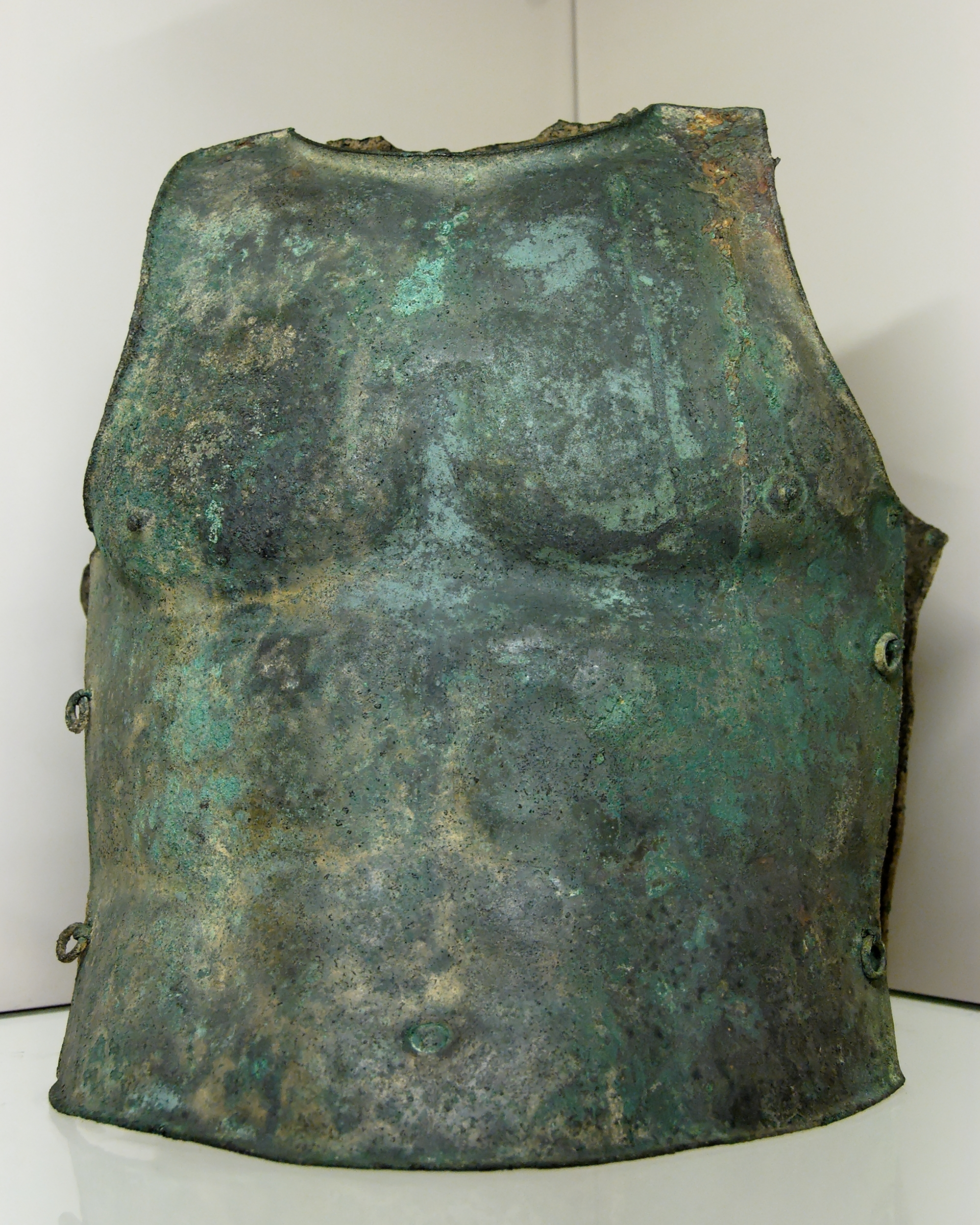
Cuirassa muscular de bronze, Itàlia, c. 350–300 aC.

L'armadura de placa parcial, feta de bronze, que protegia el pit i les extremitats inferiors, va ser utilitzada pels Antiga Grècia, antics grecs, ja en l'última Edat del Bronze. La panòplia de Dendra protegia tot el tors per ambdós costats i incloïa proteccions a les espatlles i el coll. Una armadura menys restrictiva i pesada es generalitzaria en forma de cuirassa muscular durant l'antiguitat clàssica abans de ser reemplaçada per altres tipus d'armadura. La cavalleria pesada de l'Imperi Part i el Sassànida coneguda com Clibanarii usaven cuirasses fetes d'escates o cota de malla i petites plaques superposades a la manera de la manica per a la protecció de braços i cames. L'armadura de plaques en forma de Lorica segmentata va ser utilitzada per l'imperi romà entre el segle i i el segle iv
Les plaques individuals d'armadura de metall es van tornar a utilitzar des de finals del segle segle xiii (1200) d'ara endavant, per protegir les articulacions i les canyelles, i s'usaven sobre una cota de malla. Gradualment, el nombre de plaques de components de l'armadura medieval va augmentar, protegint més àrees del cos, ia les bardes les del cavall d'un soldat de cavalleria. Els armers van desenvolupar habilitats per articular les làmines o plaques individuals per a parts del cos que necessitaven ser flexibles, i per adaptar l'armadura a l'usuari individual com un sastre. El cost d'un vestit complet d'armadura ajustada d'alta qualitat, a diferència de l'armadura de municions més barata (equivalent a prêt-à-porter) era enorme, i inevitablement es restringia als rics que estaven seriosament compromesos sigui amb el que és militar o les justes. La resta d'un exèrcit feia servir barreges inconsistents de peces, amb la malla encara jugant un paper important.

## Japó

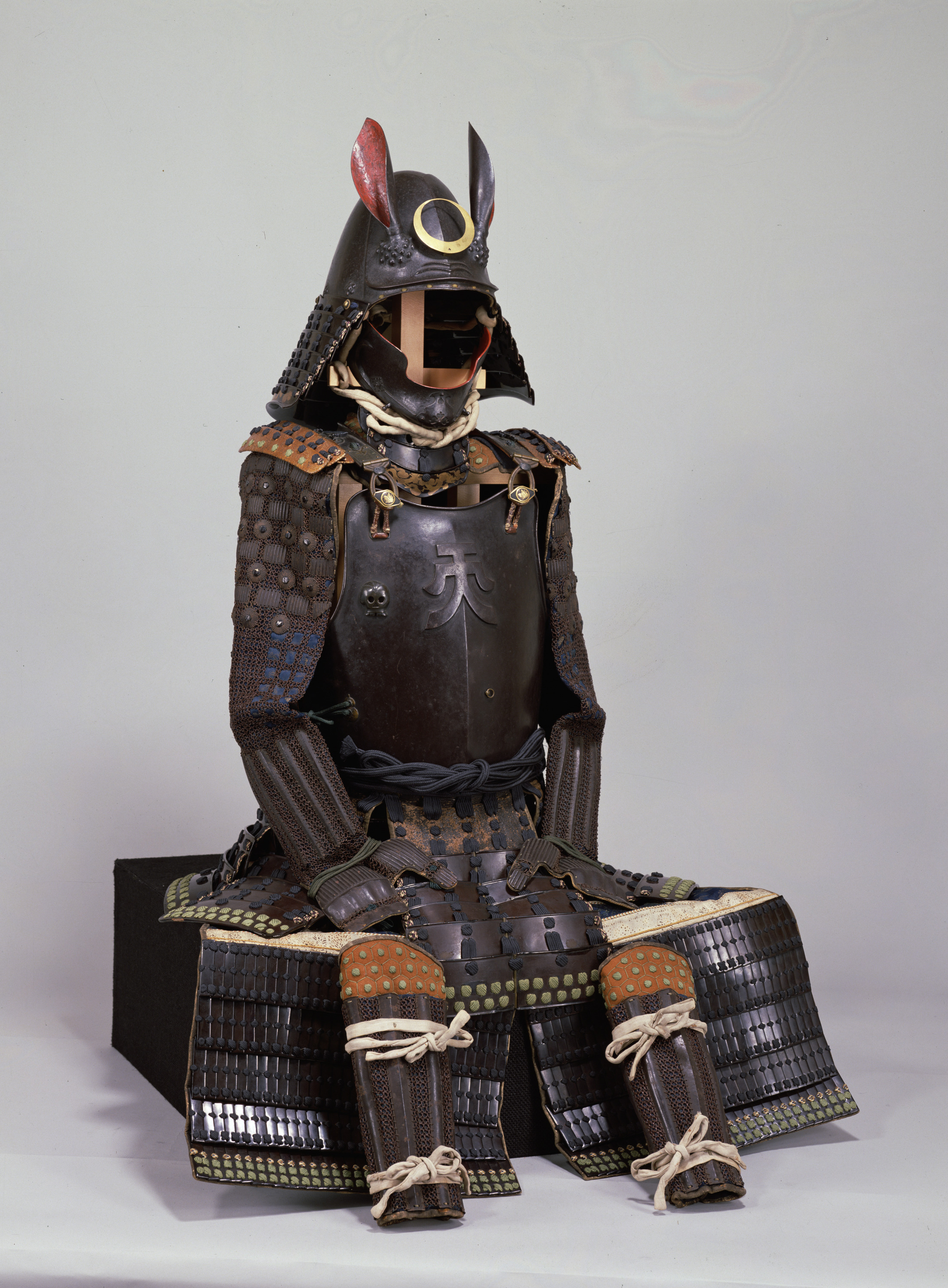
Una armadura de plaques japonesa dels segles XVI i XVII amb una cuirassa d'estil occidental (nanban dō gusoku)

En el període Kofun del Japó, durant els segles IV i V, es van fabricar cuirasses de plaques de ferro anomenades tankō i cascos. L'armadura de plaques es va fer servir al Japó durant el període Nara (646-793); S'han trobat tan armadures de plaques com a lamelars en túmuls funeraris, i s'han trobat haniwa (antigues figures d'argila) que representen guerrers amb armadura completa.
Al Japó, la guerra del període Sengoku (segles XV i XVI) va requerir la producció de grans quantitats d'armadures per als exèrcits cada vegada majors de soldats corrents (ashigaru). Simples armadures de pit (dō) i cascos (kabuto) de qualitat de munició es van produir en massa.
En 1543, els portuguesos van portar armes de foc de clau de metxa (tanegashima) al Japó. A mesura que els ferrers japonesos van començar a produir armes de foc de (clau de) metxa en massa i les armes de foc van començar a usar-se a la guerra, l'ús de l'armadura lamelar (ō-yoroi i dō-maru), anteriorment utilitzada com a armadura samurai, va disminuir gradualment. Els fabricants d'armadures japonesos van començar a fabricar nous tipus d'armadures fetes de plaques de ferro més grans i cuir enxapat. Aquesta nova armadura es diu tōsei gusoku (gusoku), que significa armadura moderna. El tipus de gusoku, que cobria la part davantera i posterior del cos amb una sola placa de ferro amb un centre elevat i una part inferior en forma de V com una armadura de plaques, es deia específicament nanban dou gusoku ("gusoku de estil occidental") i va ser utilitzat per alguns samurais. Els fabricants d'armadures japoneses van dissenyar armadures de plaques a prova de bales anomenades "tameshi gusoku" ("a prova de bales"), que van permetre als soldats continuar usant armadures malgrat l'ús intensiu d'armes de foc a fins del segle xvi.
A la dècada de 1600, la guerra al Japó va arribar a la seva fi, però els samurais van continuar usant armadures de plaques fins al final de l'era samurai a la dècada de 1860, i l'últim ús conegut d'armadures samurais va ocórrer el 1877 durant la rebel·lió de Satsuma.

## Ús
Si bé l'armadura de plaques és d'aparició usual en els films èpics medievals, i és gairebé la imatge de la vestimenta del cavaller medieval, té una aparició relativament tardana, car sols a la fi de la baixa edat mitjana i primeria del Renaixement va començar a popularitzar-se entre la noblesa, essent abans utilitzada sobretot la loriga o cota de malles.
Aquesta peça, que consta de variades peces mòbils, si bé resulta molt pesant, no restringeix gaire el moviment, puix que el pes està molt bé repartit en tot el cos, i la quantitat de peces mòbils i articulacions permetia una gran quantitat de moviments.
L'arnès complet es podia portar per damunt d'una cota de malles o bé d'unes gamberes, per a protecció addicional, i com que era rígida protegia més bé que les armadures flexibles contra els cops contundents, per tal com l'energia cinètica del cop es repartia per tota la placa, en lloc de concentrar-se en un punt.
Així mateix, la forma blegada de les peces ajudava a desviar els cops, podent fer-hi retrucar fletxes, viratons de ballesta o fins i tot bales d'arcabús. De fet, es va popularitzar com una armadura antibales abans del perfeccionament d'aquests projectils.
El seu ús estava especialment restringit pels seus costos, puix que havien de fer-se a mida, i amb la quantitat de peces que calia demanava molt temps i esforç de confeccionar-les. Tan sols els cavallers i senyors feudals tenien prou diners per a ontenir una armadura de plaques completa.

## Parts de l'armadura
Una armadura completa té nombroses peces articulades, havent arribat a reunir-se fins a 250 en un sol combatent amb el pes aproximatiu de 25 a 30 kg, però les més comunes i importants es redueixen a cap a 25, distribuïdes en els quatre grups de cap, tronc i extremitats superiors i inferiors. (Vegeu l'obra de Martí de Riquer. Làmina a la dreta de la pàg. 112).
| Català                                     | Castellà              | Francès           |
| ------------------------------------------ | --------------------- | ----------------- |
| espatllàs                                  | hombrera              | épaulière         |
| guardabraç                                 | guardabrazo           | garde-bras        |
| colzera o guarda de colze                  | codal                 | cubitière         |
| avantbraç                                  | avambrazo             | avant-bras        |
| manyopla                                   | manopla               | gantelet          |
| plates o cuirasses                         | platas, corazas       | plates, cuirasses |
| peto                                       | peto, plastrón        | plastron          |
| dorsal                                     | espaldar              | dossière          |
| pancera                                    | pancera               | pansière          |
| faldatge o llagosta                        | faldaje, sobrebarriga | braconnière       |
| escarsella, escarselló, flancal, flancalet | escarcela, escarcelón | tassetes          |
| cuixot, cuixera, guardacuixot              | quijote               | cuissard, cuissot |
| cop, copa, genollera                       | rodillera             | genouillière      |
| greva, gambera, canyera                    | greba, canillera      | grève, jambière   |
| sabata de ferro o de peça, sabató          | escarpe               | soleret           |
| gossets, sagnies (a braç i cama            | gocetes               | goussets          |
| falda de malles, faldó                     | falda de malla        | ?                 |

Arnès de cama e de cuixa : peces de l'armadura que protegien la cama i la cuixa.
Per a resguard del cap servien:
- l'elm, capell de ferro, celada, barreta, bacinet (del cap) : i els seus similars protegint la part superior i format per morrió, visera i barbera
- l'espiga, protector nasal format d'una barreta o espiga de ferro unida a l'elm i que defensa el perfil de la cara
- el capmall: peça que era part de l'ausberg i era a manera de capulla de malles que cobria el cap del guerrer, i damunt la qual es posava el capell de ferro
- el morrió: era la part alta del casc, on solia haver-hi la cimera
- el capell encoixinat : Capell de roba destinat a fer més còmode l'ús del casc.
- la visera : cobria la cara
- la ventalla : malla destinada a protegir el mentó i les orelles que deixava la cara al descobert. Es cordava en un lateral del cap.
- la barbera o bavera : peça de ferro que s'unia a la part inferior de l'elm o capell de ferro i servia per a defensar la boca, la barba i una part de les galtes; cast. babera, barbote.
- la gola : defensava el coll per davant
- la gorgera o el gorjal: peça que envoltava i protegia el coll
- el gorgerí : part inferior del casc amb guarniment de malla que cobreix la gorja i el coll d'un guerrer

- l'escut del coll (= gola?)
- la clatellera : defensava el coll per darrere.

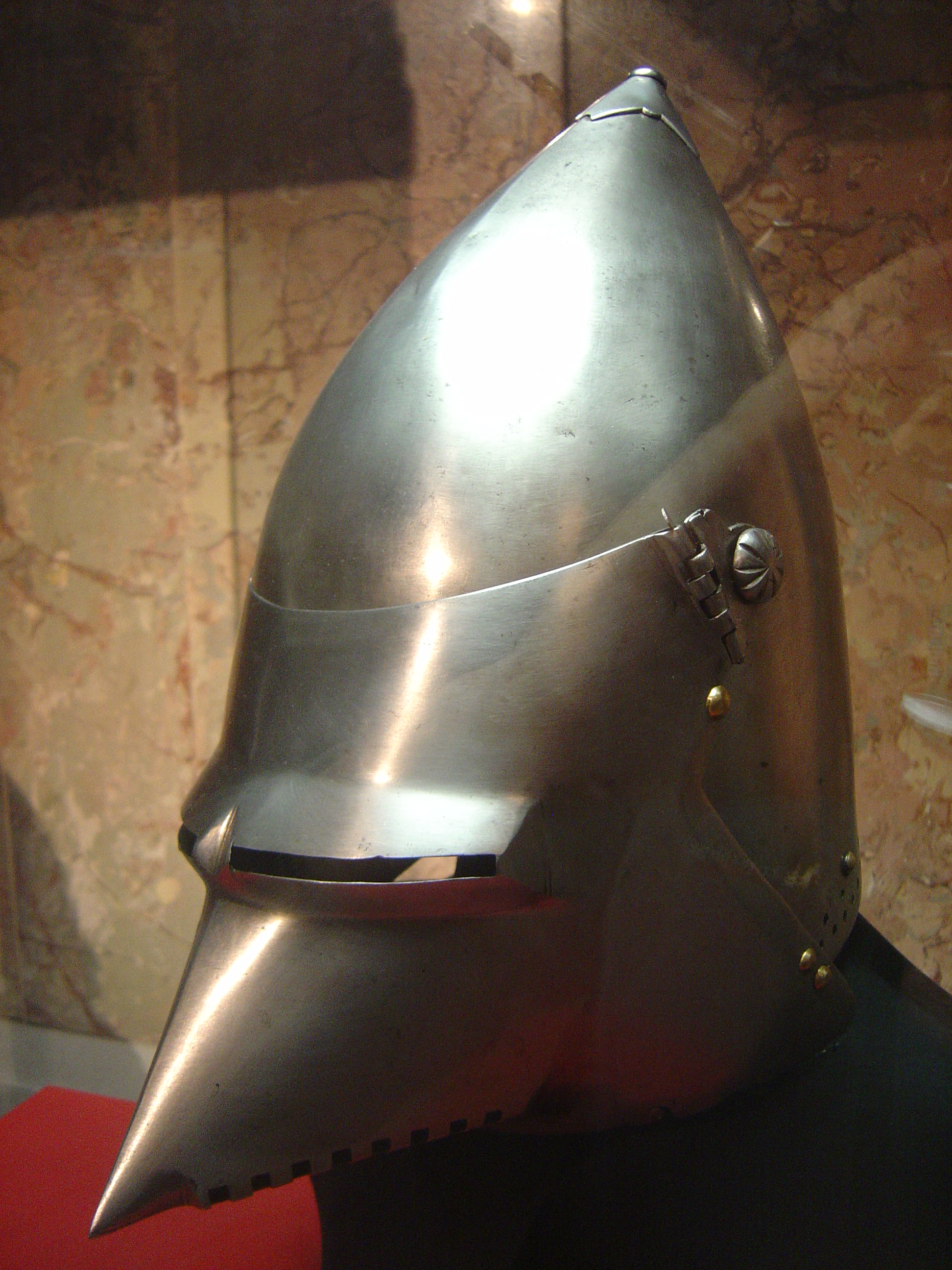
Elm amb visera. C 1400
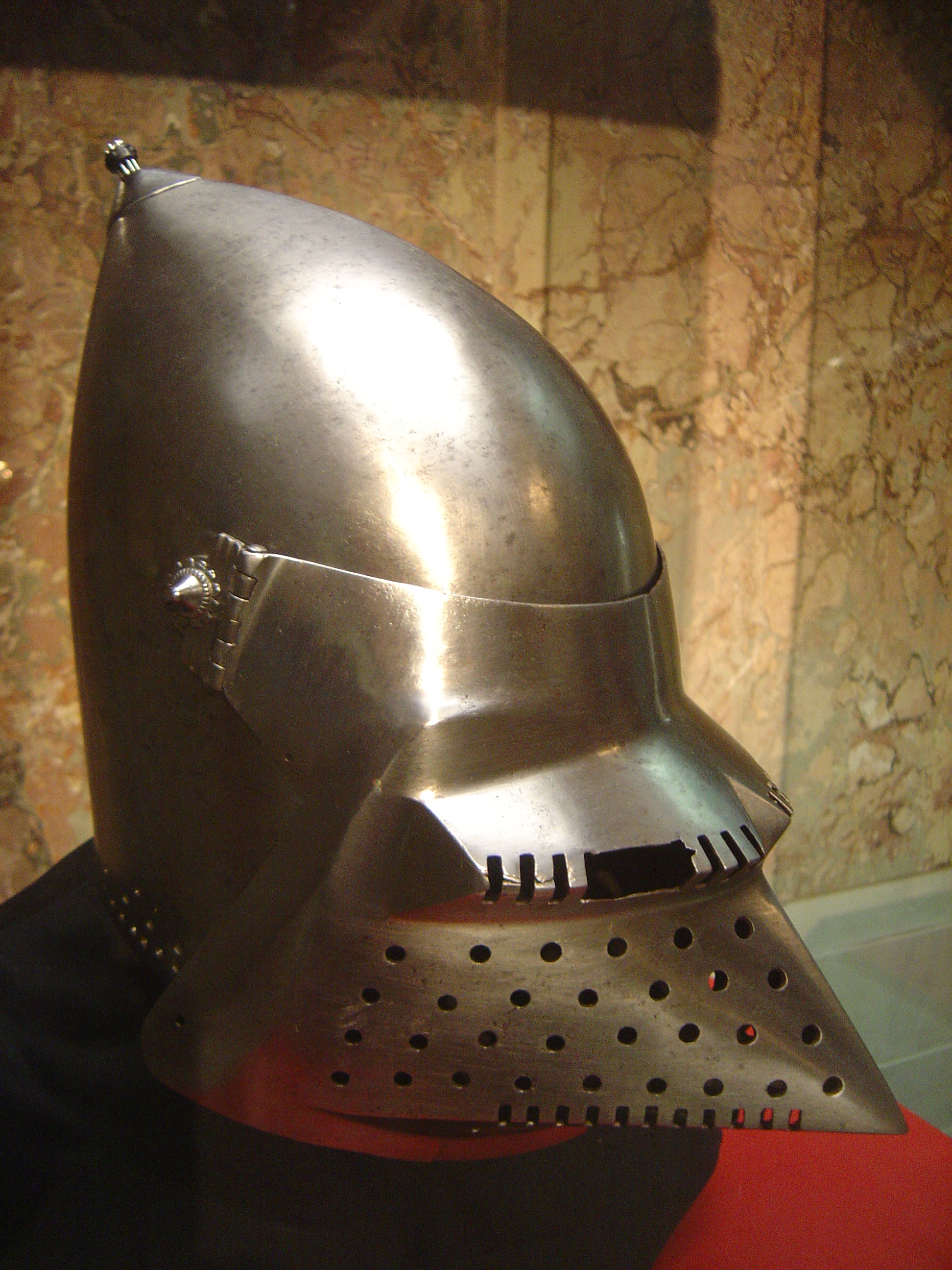
Elm amb visera. C 1400
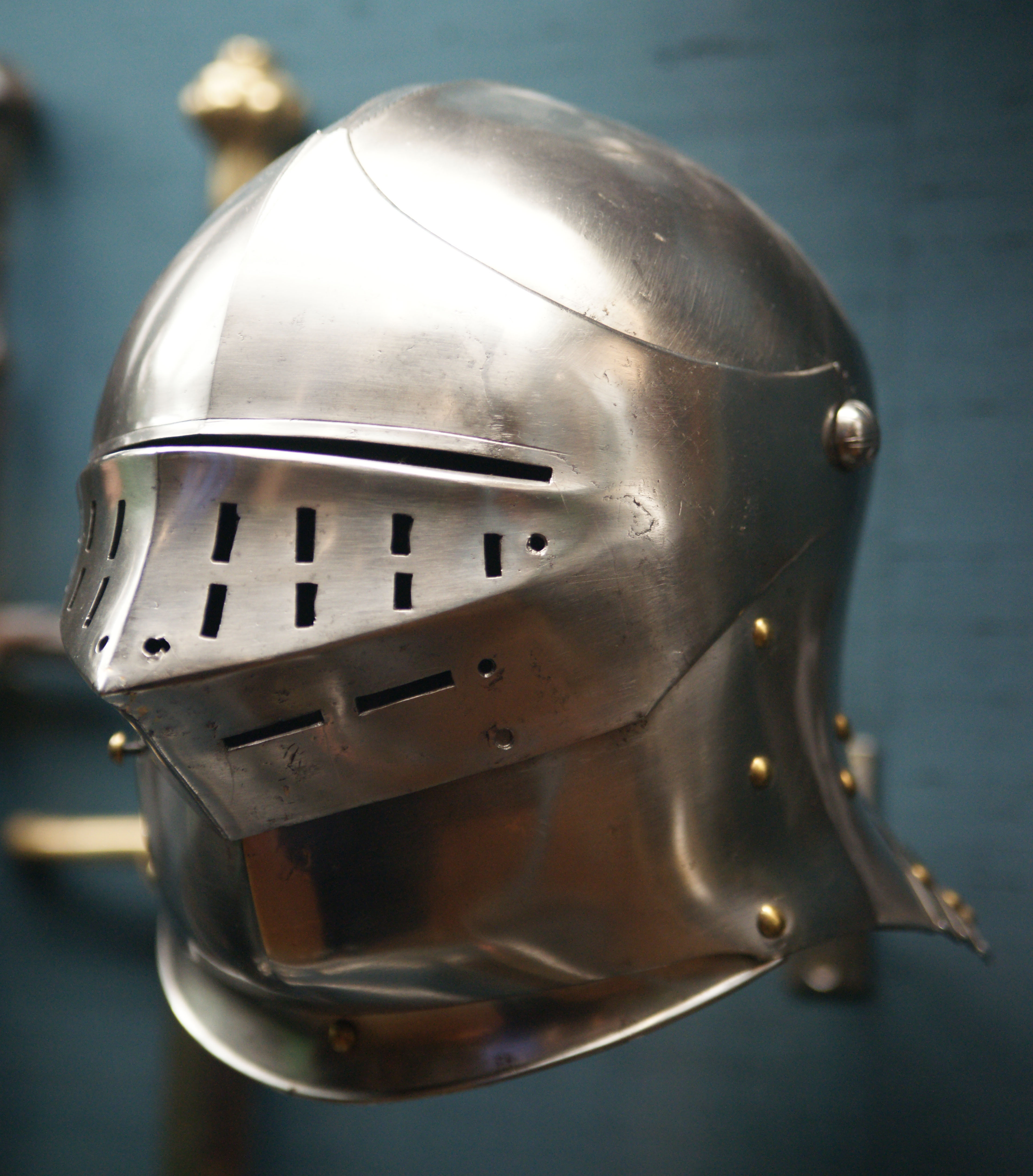
Elmet del segle XV

Per a defensa del cos s'aplicaven:
- el gorjal o gorgera gorguera : en la part alta del pit i esquena, arribant a substituir la gola
- el gorgerí : part inferior del casc amb guarniment de malla que cobreix la gorja i el coll d'un guerrer
- el pitral, pit(r)era, peto, o plastró : que cobria la resta del pit
- el perpunt: peça de vestir sense mànigues i confeccionada amb tela gruixuda o cuir i sovint encoixinada per a esmorteir els cops.
- la sobrevesta : peça de vestir amb els senyals heràldics. Es posava per sobre de l'ausberg.
- les escarselles o flancals : arribaven una mica més a baix que l'anterior
- els escarsellones : espècie d'escarselles que es perllongaven amb articulacions fins als genolls
- el guarda-renes (de 'rens', antigament renyons o ronyons) : per als lloms
- la pancera : per al ventre, feta de malla
- la culera : per als glutis, també fabricada de malla

Les extremitats superiors es cobrien amb:
- les muscleres o espatlleres o espatllars o espatllassos : en l'espatlla
- els guardabraços o avantbraços o amambraços : en la part superior del braç
- els aixellerons : en les aixelles
- les colzeres o guardes de colze : en els colzes
- els braçals, braçaleres o braceroles : en els avantbraços
- els crancs?? o francalets?? : en la part oposada del colze
- les manoples : guants de ferro en els canells i mans
- els guantellets o guants : en els dits i la mà
- el musaquí o musaguí : peça de l'armadura, mànega ampla de la cota de malla que arribava fins a l'articulació del braç

Les extremitats inferiors es protegien per:
- els cuixots, cuixeres o guardacuixots : per a defensa de les cuixes
- els flancals, faldars o faldons  : a la part inferior de la cuirassa cobrien les cuixes
- les genolleres : per als genolls
- les greves, gamberes o canyeres : per a les cames
- el gonió : gonella de malles
- les escarpes : sabates ferrades per als peus
- la tarja o targeta : s'afegia a aquestes peces en les justes i consistia en un escudet que es fixava en la part superior i esquerra del peto i que portava pintat l'emblema i la divisa del cavaller noble.

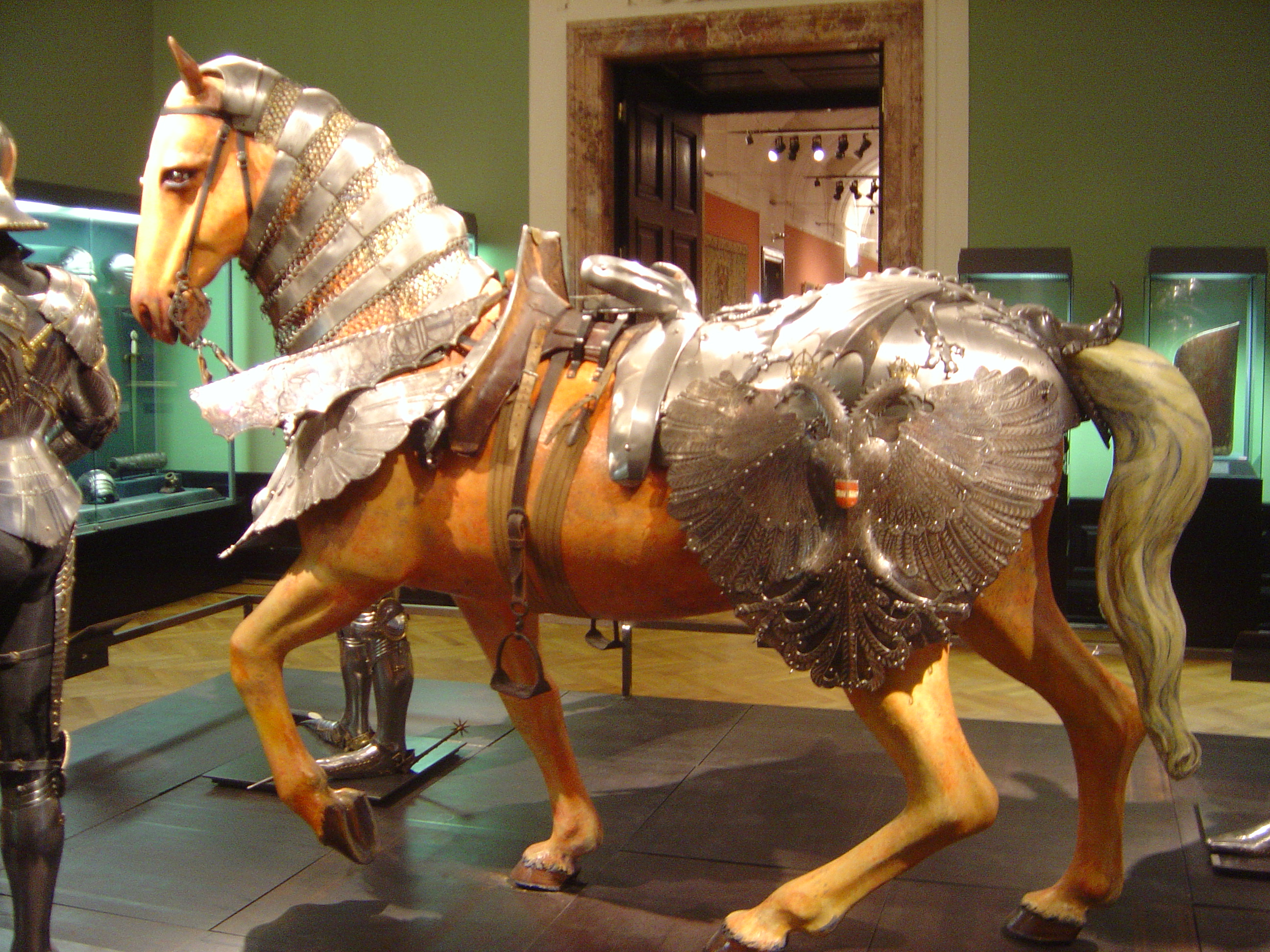
Armadura de cavall.

Hi hagué també armadura per als cavalls almenys a partir del segle xii, la qual porta el nom de barda. Es va completar al segle xvi i comprèn les següents peces:
- testera o frontal : per al cap
- capçana : per a les crineres
- pitral o pit(r)era : per a la part frontal
- flanquera : per als costats
- barda o gropera : per la gropa